# パーフルオロポリエーテル
- パーフルオロポリエーテル（英: Perfluoropolyether、PFPE）は、30年以上にわたり航空宇宙産業で使用されている液体潤滑油の一種である[1]。PFPEの主な特性は、215〜530 K(特定の組成物に応じて)の間で耐熱性があり、他の流体(6×10−8 Torrの蒸気圧)と比較して非常に低い気体除去能を有し、約15.7 MV/mの誘電体強度を有する[2]。

PFPEの熱的・化学的安定性と230℃の気液平衡は、適切な組成物と混合することで、気相はんだ付け技術に適した候補となる。